# Маккэри, Лео
Лео Маккэри (также Мак-Ке́ри, 3 октября 1898 — 5 июля 1969) — американский кинорежиссёр, лауреат премий «Оскар» и «Золотой глобус».

## Биография
Окончил школу юристов при Южнокалифорнийском университете. В 1920 начал работать в киноиндустрии ассистентом режиссёра Тода Браунинга. До конца десятилетия оттачивал мастерство на студии Хэла Роуча. Нанятый Роучем в 1923, сначала писал гэги для сериала «Пострелята», затем стал продюсером и режиссёром короткометражек. На студии Роуча впервые снял Лорела и Харди в дуэте, создав один из самых знаменитых кинокомедийных ансамблей. В 1929 стал вице-президентом студии.
Обладатель четырёх премий «Оскар». В 1938 году получил свой первый «Оскар» за лучшую режиссуру («Ужасная правда»). В 1944 году снял фильм «Идти своим путём», который принёс ему три премии «Оскар» — за лучший фильм, лучшую режиссуру и лучший литературный первоисточник, также премию «Золотой глобус» за лучший фильм на иностранном языке.
Лео МакКэри скончался 5 июля 1969 года в возрасте 70 лет от эмфиземы. Он был похоронен на кладбище Святого Креста в Калвер-Сити, штат Калифорния. У него был младший брат, известный режиссёр Рэй МакКэри (1904—1948).

## Избранная фильмография
- Собирайтесь вокруг флага, ребята! (1958) / Rally 'Round the Flag, Boys!
- Незабываемый роман (1957) / An Affair to Remember
- Мой сын Джон (1952) / My Son John
- Ты можешь изменить мир (1951) / You Can Change the World
- Колокола Святой Марии (1945) / The Bells of St. Mary’s
- Идти своим путём (1944) / Going My Way
- Однажды в медовый месяц (1942) / Once Upon a Honeymoon
- Любовный роман (1939) / Love Affair
- Ужасная правда (1937) / The Awful Truth
- Уступи место завтрашнему дню (1937) / Make Way for Tomorrow
- Млечный Путь (1936) / The Milky Way
- Рагглз из Ред-Геп (1935) / Ruggles of Red Gap
- Красавица девяностых (1934) / Belle of the Nineties
- Утиный суп (1933) / Duck Soup
- Доходное дело (1929) / Big Business